# Гоупдейл (Огайо)
Гоупдейл (англ. Hopedale) — селище (англ. village) в США, в окрузі Гаррісон штату Огайо. Населення — 920 осіб (2020).

## Географія
Гоупдейл розташований за координатами 40°19′36″ пн. ш. 80°53′44″ зх. д. / 40.32667° пн. ш. 80.89556° зх. д. (40.326667, -80.895568).  За даними Бюро перепису населення США в 2010 році селище мало площу 2,89 км², з яких 2,89 км² — суходіл та 0,00 км² — водойми.

## Демографія
Згідно з переписом 2010 року, у селищі мешкало 950 осіб у 369 домогосподарствах у складі 249 родин. Густота населення становила 328 осіб/км².  Було 401 помешкання (139/км²).
Расовий склад населення:
| - 97,1 % — білих - 0,8 % — чорних або афроамериканців - 0,3 % — корінних американців - 0,3 % — азіатів |

До двох чи більше рас належало 1,5 %. Частка іспаномовних становила 0,5 % від усіх жителів.
За віковим діапазоном населення розподілялося таким чином: 21,6 % — особи молодші 18 років, 53,1 % — особи у віці 18—64 років, 25,3 % — особи у віці 65 років та старші. Медіана віку мешканця становила 48,0 року. На 100 осіб жіночої статі у селищі припадало 95,9 чоловіків;  на 100 жінок у віці від 18 років та старших — 83,0 чоловіків також старших 18 років.
Середній дохід на одне домашнє господарство  становив 58 670 доларів США (медіана — 47 778), а середній дохід на одну сім'ю — 68 772 долари (медіана — 60 000). Медіана доходів становила 51 964 долари для чоловіків та 32 917 доларів для жінок. За межею бідності перебувало 11,7 % осіб, у тому числі 23,7 % дітей у віці до 18 років та 7,7 % осіб у віці 65 років та старших.
Цивільне працевлаштоване населення становило 450 осіб. Основні галузі зайнятості: освіта, охорона здоров'я та соціальна допомога — 31,8 %, роздрібна торгівля — 11,6 %, сільське господарство, лісництво, риболовля — 11,6 %.